# 마스토돈
마스토돈(mastodon)은 제3기 마이오세에서 플라이스토세에 걸쳐 번성했던 동물이다. 이들은 상당히 덩치가 거대했으며, 재평가 보류 중인 보르손마스토돈은 현생 코끼리나 매머드에 비해 매우 거대했고, 모식종인 아메리카마스토돈은 어깨 높이가 아프리카코끼리에 비해 조금 작았지만, 평균 체중은 아프라카코끼리를 능가했다. 위아래 양턱에 코끼리의 상아 모양의 엄니가 발달하였다. 엄니는 최고 폭이 8cm, 길이가 15cm나 되었으며, 식물을 먹기에 적당한 구조를 하고 있었다.
마스토돈의 조상은 아래위 양 턱에 모두 엄니가 있었으나 그 후손 중에는 아래쪽 엄니가 퇴화에 없어진 무리도 생겨났고, 그 후손 중에는 아래족 엄니가 크고 평평한 삽모양으로 발달한 무리도 생겨났다.

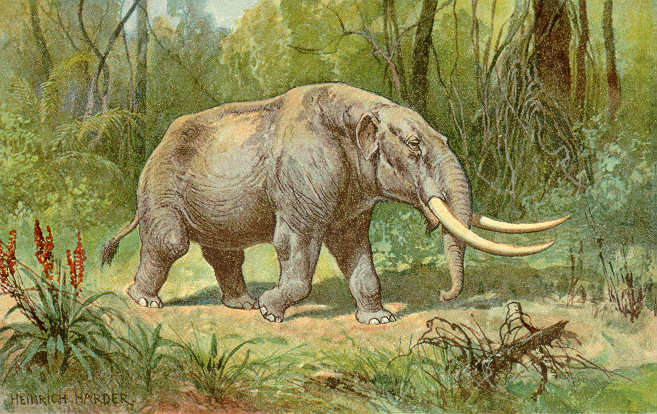
마스토돈

약 4000만 년 전에 북아프리카에 처음 나타난 이후 아시아, 유럽, 아프리카의 다른 지역, 아메리카 등지로 퍼져 나갔다. 북아메리카의 중동부, 특히 켄터키주에서 많이 발견되었고 시베리아에서도 유사한 종류가 발견되었다. 거의 대부분 100만 년 전에 멸종했지만, 아메리카마스토돈은 약 만 년 전까지 살았다.
수천 년 전 아메리카 토착민들과 공존했던 것으로 보인다.

## 참고 자료
- 이 문서에는 다음커뮤니케이션(현 카카오)에서 GFDL 또는 CC-SA 라이선스로 배포한 글로벌 세계대백과사전의 내용을 기초로 작성된 글이 포함되어 있습니다.